# Розетка (посуда)

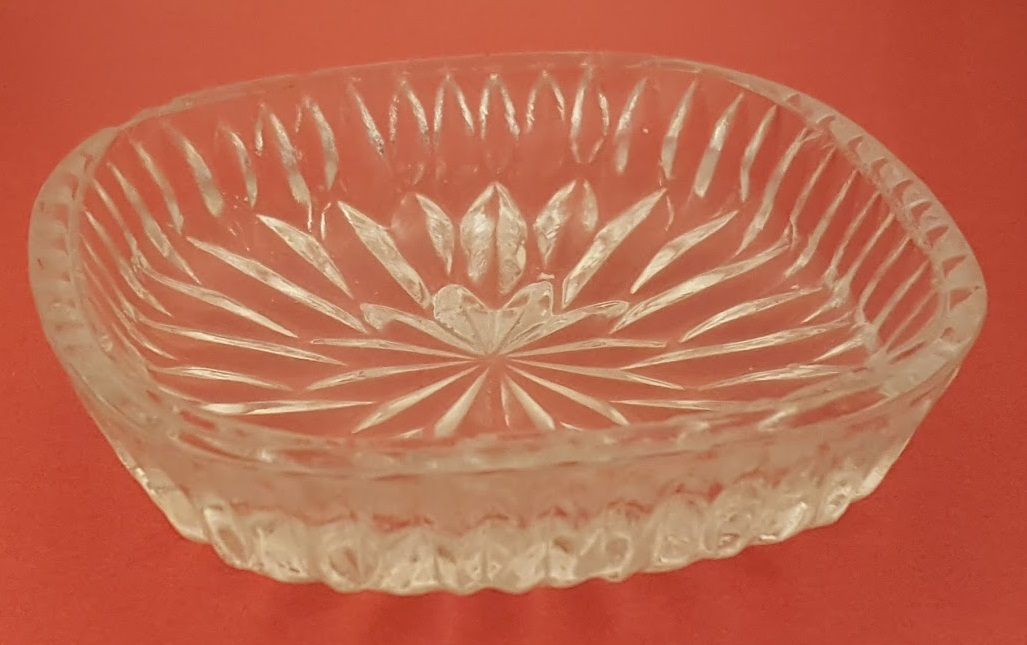
Хрустальная розетка

Розетка (также блюдечко для варенья) — небольшое блюдце, предмет чайной посуды для подачи к столу варенья, мёда и пр.. Розетки выпускают из фарфора, фаянса, майолики, стекла (обесцвеченного, цветного и хрусталя), серебра, мельхиора и пластика. При сервировке чайного стола количество розеток соответствует числу кувертов. Во время еды варенье обычно вначале перекладывается в розетки специальной «фигурной» ложкой из вазочки.
Размеры и форма розеток сильно различаются. Они бывают преимущественно круглыми, реже многогранными, овальными, ромбовидными и фигурными (например, «листик», «цветок» или «ягода»).